# Danuta Siedzikówna
Danuta Helena Siedzikówna (3. září 1928, Guszczewina u Białystoku – 28. srpna 1946, Gdaňsk), byla polská zdravotní sestra v Zemské armádě, popravená ve věku necelých 18 let. Roku 2008 ji polský prezident Kaczynski vyznamenal řádem Polonia Restituta. 

## Život
Narodila se v Podlesí ve východním Polsku v rodině lesníka a se svými dvěma sestrami vyrůstala v hájovně. Po obsazení Polska otec bojoval v Zemské armádě. Když její matku roku 1943 zavraždilo gestapo, odešla také k Zemské armádě a působila tam jako ošetřovatelka. Když Białystok dobyla Rudá armáda, vrátila se k práci v lesní správě. V červnu 1945 ji zatkla NKVD a polská tajná policie, při transportu ji ale partyzáni osvobodili a pracovala s nimi opět jako ošetřovatelka. 20. července 1946 ji tajná policie znovu zatkla a když ani při mučení nikoho neprozradila, postavili ji před soud v Gdaňsku.
Ač jí bylo teprve 17 let a pracovala jako ošetřovatelka, byla obviněna z účasti na přepadení obce a ze zabití policisty. Soud byl špatně připraven, svědkové si odporovali a jeden policista pod přísahou dosvědčil, že ho ošetřovala. Přesto byla odsouzena k smrti a když polský prezident Bolesław Bierut zamítl žádost o milost, podanou jejím obhájcem, byla v Gdaňsku zastřelena.

## Vyznamenání
- komtur Řádu znovuzrozeného Polska in memoriam (Polsko, 11. listopadu 2006) – udělil prezident Lech Kaczyński za vynikající zásluhy o nezávislost Polské republiky[1]